# Елена Анжуйская
Еле́на Анжу́йская (серб. Јелена Анжујска; ок. 1236 — 8 февраля 1314) — королева Сербии.

## Биография

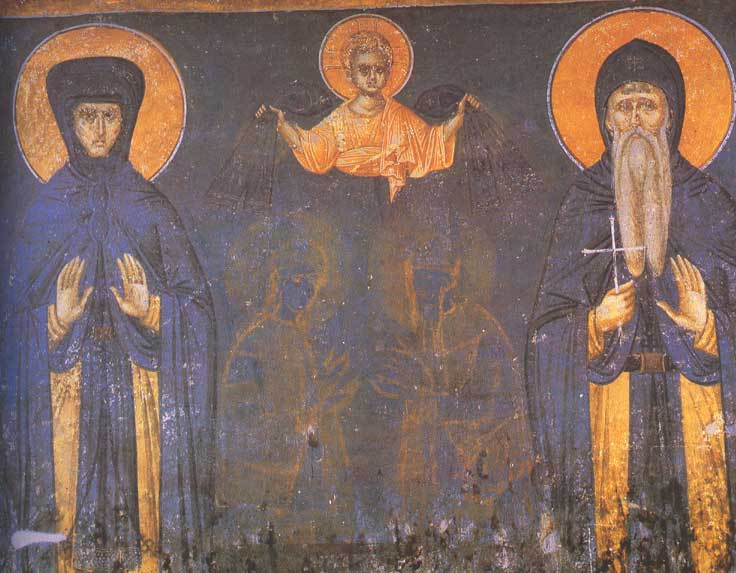
Фреска в монастыре Грачаница: Елена и её сын Стефан Урош II Милутин

Происхождение Елены неизвестно. Единственный имеющийся документ, который хотя бы что-то о ней сообщает, — это письмо неаполитанского короля Карла I Анжуйского от 1273 года, в котором он называет её своей родственницей.
Приблизительно между 1245 и 1250 годами Елена вышла замуж за сербского короля Стефана Уроша I. У них было как минимум четверо детей:
- Стефан Драгутин
- Стефан Урош II Милутин
- Стефан
- Брнча (дочь)

Некоторое время Елена была правительницей территории, включавшей Зету, Травунию, Плав и район реки Ибар. Открыла первые в Сербии школы для девочек.
Елена скончалась 8 февраля 1314 года, будучи монахиней в Церкви Святого Николая в Шкодере. В Травунии к юго-западу от города Требине, в исторической местности, имеющей большое значение для православных южных славян, в монастыре Тврдош в Храме Успения Божией Матери хранится в виде мощей ладонь Елены.